# Labastide-Monréjeau
Labastide-Monréjeau – miejscowość i gmina we Francji, w regionie Nowa Akwitania, w departamencie Pireneje Atlantyckie.
Według danych na rok 1990 gminę zamieszkiwały 304 osoby, a gęstość zaludnienia wynosiła 37 osób/km² (wśród 2290 gmin Akwitanii Labastide-Monréjeau plasuje się na 876. miejscu pod względem liczby ludności, natomiast pod względem powierzchni na miejscu 1187.).